# 桃の丸
桃の丸（もものまる）は、徳島県那賀郡那賀町にある山である。標高1,154.8m。

## 地理
旧木頭村にあり、次郎笈から派生し、東へ旧木沢村と木頭村の村境をなして延びる山稜上の折宇谷山の西方2kmの無名の1,536.1mピークから南方へ枝分かれした山稜上に位置する。地質は秩父帯に属する。
徳島藩政期にはこの付近全体が藩有林で、近藤家文書には「ももう」の名前で紹介がされている。